# Raffaele Andreassi
Raffaele Andreassi (L'Aquila, 2 agosto 1924 – Roma, 20 novembre 2008) è stato un giornalista, regista e sceneggiatore italiano, noto per i film Flashback e I vecchi.

## Biografia
Iniziò la sua carriera come giornalista scrivendo per il Giornale di Sicilia già dal 1946. 
Si dedicò poi alla scrittura di poesie e sceneggiature per il cinema e soprattutto alla regia di documentari. Ne realizzò quasi duecento, particolarmente nel campo dell'arte. Fu anche regista di lungometraggi: il suo film più noto è Flashback, che venne selezionato per la partecipazione al Festival di Cannes 1969.
È morto nel 2008 all'età di 84 anni.

## Filmografia
- Uomini in bilico - cortometraggio documentario (1954)
- Gli uomini del sale - cortometraggio documentario (1954)
- Tavolozza napoletana - cortometraggio documentario (1955)
- Risveglio - cortometraggio documentario (1956)
- Faccia da mascalzone (1956)
- I maccheroni - cortometraggio documentario (1957)
- Autoritratto (1958)
- Simone Martini (1958)
- L'ora del Sud (1960)
- Epilogo (1960)
- Nebbia (1960)
- Lo specchio, la tigre e la pianura (1960)
- Il puledrino (1960)
- Bambini (1960)
- I vecchi (1960)
- Gli stregoni (1961)
- De Chirico metafisico (1962) - cortometraggio
- I piaceri proibiti (1963)
- Amore (1963)
- Il silenzio (1964)
- Gli animali (1965)
- Antonio Ligabue, pittore (1965)
- Alternative attuali (1966)
- Uomini e cose (1968)
- Flashback (1969)
- Vita in USA (documentario tv per la RAI in undici puntate - 1969-1970)
- Aspetti di vita americana (documentario tv per la RAI in sette puntate - 1973)
- Aspetti di vita americana II (documentario tv per la RAI in quattro puntate - 1973)
- Luci di Broadway (documentario tv per la RAI in tre puntate - 1973)
- La palla è rotonda (documentario tv per la RAI in cinque puntate - 1973)
- D'Annunzio (cortometraggio documentario per la trasmissione RAI Album - 1977)
- Capitali a confronto (documentario tv per la RAI in quattro puntate - 1982)
- I lupi dentro (2000)

## Premi e riconoscimenti
Grolla d'oro
- 1969 - Miglior regista esordiente per Flashback